# Tamandani Nsaliwa
Tamandani Wazayo Philipp Nsaliwa (Lilongüe, Malaui, 28 de enero de 1982) es un exfutbolista malauí nacionalizado canadiense que jugaba en la posición de centrocampista. 

## Trayectoria
Llegó al fútbol profesional de la mano del FC Saarbrücken, equipo de la 2. Bundesliga. Nsaliwa, que ha sido internacional por Canadá y tiene pasaporte alemán, ha militado en diversos clubes de Alemania, en el Panionios y el AEK de Atenas de Grecia y en el Lillestrøm de Noruega. En España estuvo a punto de fichar por el Real Betis, pero el club (que atravesaba problemas internos) se echó atrás en el último minuto, razón por la cual el jugador denunció al equipo. Posteriormente jugaría una temporada en la SD Ponferradina en el año 2011. Actualmente juega en el Esbjerg fB de Dinamarca.

## Clubs
| Club                | País      | Año       | Partidos | Goles |
| ------------------- | --------- | --------- | -------- | ----- |
| 1. FC Nürnberg      | Alemania  | 2000-2001 | 3        | 3     |
| 1. FC Saarbrücken   | Alemania  | 2001-2003 | 43       | 0     |
| SSV Jahn Regensburg | Alemania  | 2003-2004 | 25       | 1     |
| 1. FC Saarbrücken   | Alemania  | 2004-2006 | 64       | 0     |
| Panionios FC        | Grecia    | 2006-2007 | 27       | 2     |
| AEK Atenas FC       | Grecia    | 2007-2009 | 50       | 1     |
| Lillestrøm SK       | Noruega   | 2009-2010 | 6        | 1     |
| SD Ponferradina     | España    | 2011      | 7        | 0     |
| Esbjerg fB          | Dinamarca | 2012      | 6        | 0     |
| AO Kavala           | Grecia    | 2012-2013 | 13       | 0     |
| Bucaspor            | Turquía   | 2013-2015 | 52       | 3     |